# Antonio de Jesús (carmelita)
Fray Antonio de Jesús (Antonio de Heredia, Requena, 1510 - Vélez-Málaga, 1601) fue un religioso español del siglo XVI, perteneciente a la Orden de Nuestra Señora del Monte Carmelo o de los carmelitas. Fue pionero en la reforma de la orden, fundando, junto a Santa Teresa de Jesús y San Juan de la Cruz, la rama descalza de la orden. Debido a su compromiso con la reforma y a su papel en la fundación, es conocido como el «primer descalzo».

## Biografía
Antonio de Heredia nació en Requena, Valencia, en 1510. Ingresó en la Orden del Carmelo a temprana edad, completando su formación con los carmelitas. A los 16 años, fue enviado a Salamanca, uno de los principales centros de estudios religiosos en la Corona de Castilla, donde se ordenó sacerdote a los 22 años, tras recibir una educación rigurosa en teología y filosofía. Durante estos primeros años, destacó por su devoción y disciplina, lo que le valió ser nombrado prior en varios conventos de la orden en Castilla.

### Encuentro con Santa Teresa y la reforma descalza
En 1567, Fray Antonio conoció a Santa Teresa de Jesús, quien le expresó su deseo de reformar la orden carmelita y fundar una rama masculina que viviera bajo una estricta interpretación de la regla primitiva de la orden, siguiendo un estilo de vida austero y descalzo. Convencido de la necesidad de esta reforma, Fray Antonio de Jesús se unió de inmediato a la misión de Teresa. 
En 1568, se trasladó al pequeño pueblo de Duruelo, en Castilla, junto a dos compañeros: fray Juan de Santo Matía, quien posteriormente tomaría el nombre de San Juan de la Cruz, y fray José de Cristo. En Duruelo, el 28 de noviembre de 1568, los tres frailes comenzaron a vivir «según la regla primitiva» en un acto que simboliza el inicio oficial de la Orden de los Carmelitas Descalzos.

Nos, fray Antonio de Jesús, fray Juan de la Cruz y fray José de Cristo, comenzamos hoy, 28 de noviembre de 1568, a vivir según la regla primitiva.

### Expansión de la reforma
El éxito de la fundación en Duruelo inspiró a otros frailes a unirse a la reforma, y Fray Antonio desempeñó un papel clave en la expansión de los conventos de la rama descalza. Fue responsable de la fundación de varios conventos en Castilla y Andalucía, siempre siguiendo la regla estricta de la orden. Entre sus obras más destacadas se encuentra el convento del Desierto de las Palmas en Castellón, que se convirtió en un centro de espiritualidad y retiro.
Fray Antonio continuó trabajando al lado de Santa Teresa, quien siempre le mostró respeto y gratitud por su dedicación. Fue testigo de la muerte de Teresa en 1582 en Alba de Tormes, y tiempo después también acompañó a San Juan de la Cruz en sus últimos días.

### Últimos años y legado
En sus últimos años, Fray Antonio de Jesús se retiró al convento de Vélez-Málaga, donde murió en 1601. Su labor fue fundamental para consolidar la Reforma Carmelitana, y es recordado como uno de los grandes impulsores de la orden descalza. Su vida de humildad y servicio sentó un precedente para generaciones futuras de carmelitas descalzos.
La Orden de los Carmelitas Descalzos se expandió rápidamente por toda España y posteriormente por Europa y América, llevando la espiritualidad y las enseñanzas de Fray Antonio, Santa Teresa y San Juan de la Cruz a nuevos territorios. Hoy en día, es recordado y venerado dentro de la orden como el «primer descalzo» y uno de los pilares de la espiritualidad carmelitana.